# Antoni Barancewicz
Antoni Barancewicz herbu Junosza (ur. 21 marca 1837 w Kirkliszkach, zm. 26 stycznia 1918 we Lwowie) – polski inżynier, major, działacz społeczny i narodowy, naczelnik wojenny powiatu bielskiego w powstaniu styczniowym.

## Życiorys

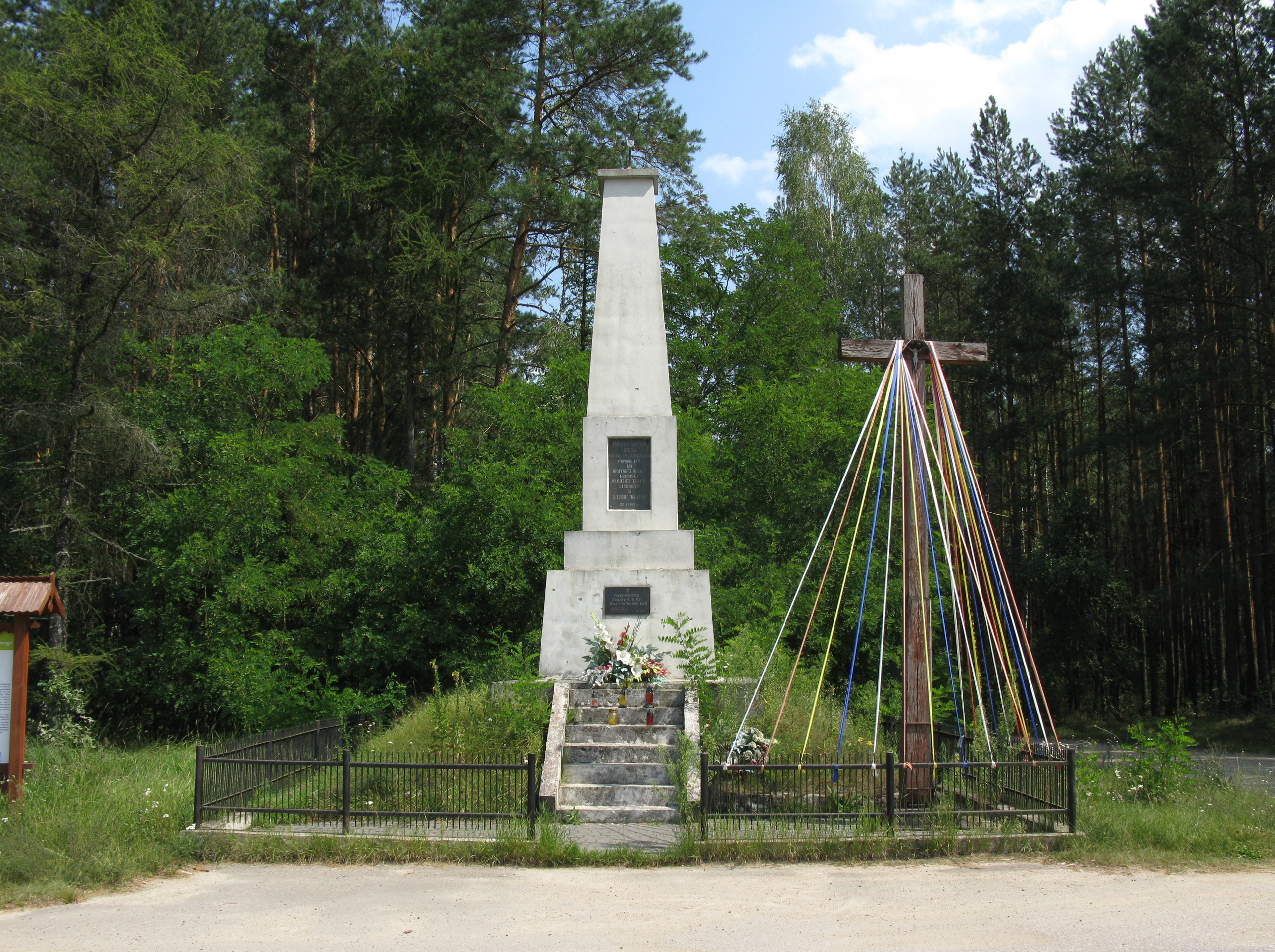
Pomnik w Wygonowie upamiętniający walki powstańców styczniowych pod Boćkami

Urodził się 21 marca 1837 w Kirkliszkach (powiat oszmiański) jako syn Kazimierza i Wiktorii z domu Rymkiewicz.
Ukończył gimnazjum w Wilnie, po czym wstąpił do Armii Imperium Rosyjskiego, w której został oficerem inżynierii. W stopniu podporucznika piechoty służył w Lubawskim Pułku Piechoty. Przed 1863 działał w polskiej konspiracji i działalności spiskowej. Po wybuchu powstania styczniowego, służąc dotychczas jako porucznik piechoty w garnizonie w Białymstoku, wraz z 22 ochotnikami 24 kwietnia 1863 zgłosił się do powstańczego punktu zbornego w Kamionce. Wstąpił do oddziału gen. Onufrego Duchińskiego (wraz z nim m.in. Władysław Brandt, Julian i Bogusław Ejtminowiczowie, Kazimierz Kobyliński). Służył w stopniu porucznika, następnie mianowany kapitanem piechoty 22 sierpnia 1863. Był podkomendnym w oddziałach gen. Onufrego Duchińskiego, po jego rozbiciu mianowany przez Rząd Narodowy dowódcą oddziału bielskiego na Litwie, potem służył w oddziale Juliana Ejtminowicza działającego wraz z oddziałem Walerego Wróblewskiego, ponadto także w oddziale Karola Krysińskiego. Brał udział w walkach na terenie Grodzieńszczyzny: 29 kwietnia 1863 pod Waliłami, Rudnikami, Cichanowcem, Zezulinem, Kossoszą. Kolanem, Starościnem, Ossową, Łupkami, Wojciechowem, Jedlanką, 19 września 1863 pod Łukawicą, 20 września 1863 pod Boćkami (powiat bielski, gdzie zorganizował zasadzkę oddziału powstańców w liczbie 109 na kolumnę 9. Roty sofijskiej prosyjską kpt. Emalienowa, która okazała się nieskuteczna i stanowiła jedną z ostatnich walk na Grodzieńszczyźnie); na Podlasiu 24 września 1863 pod Konstantynowem; na Lubelszczyźnie 31 grudnia 1863 pod Małą Bukową. Po przegranej walce pod Rutką Korybutową na Podlasiu z 19 stycznia 1864 przedostał się do Galicji 1 lutego 1864, a następnie wyemigrował do Francji. Został awansowany do stopnia majora piechoty 24 marca 1864.
W Paryżu był zatrudniony w biurze kolejowym na przełomie 1867/1868. Pod koniec 1868 wskutek stanu zdrowia przedostał się do Wielkopolski pod zaborem pruskim, a w marcu 1869 przybył na tereny polskie w zaborze austriackim. Przez kilka miesięcy był zatrudniony w budowie kolei Tarnopol-Podwołoczyska, a w sierpniu 1869 został przyjęty do służby krajowej. Od 1872 przez ponad 40 lat był inżynierem Wydziału Krajowego w okręgowych drogach krajowych w Stanisławowie. W tym mieście był założycielem i przez 17 lat prezesem Polskiego Towarzystwa Gimnastycznego „Sokół”, a po ustąpieniu otrzymał tytuł prezesa honorowego. Pełnił także funkcję prezesa okręgu VII stanisławowskiego oraz w ogólnokrajowym Związku Towarzystw Gimnastycznych „Sokół” został zastępcą wydziałowego z przeznaczeniem do funkcji wydziałowego. Od 1898 do 1912 był członkiem zwyczajnym Towarzystwa Politechnicznego we Lwowie.
Według stanu z 1903 kierował delegacją w Stanisławowie zarejestrowanego w 1888 Towarzystwo Wzajemnej Pomocy Uczestników Powstania roku 1863/64 z siedzibą we Lwowie. Czyny powstańcze Antoniego Barancewicza opisał Bronisław Szwarce w książce pt. W czterdziestą rocznicę powstania styczniowego, 1863-1903. W 1903 Antoni Barancewicz wydał publikację wspomnieniową pt. Ostatnie dnie konnego oddziału litewskiego. W 40-stą rocznicę powstania styczniowego (1863-1903). Wspierał weteranów powstania i ich upamiętnienie.
Zmarł 26 stycznia 1918 we Lwowie i został pochowany na tamtejszym Cmentarzu Łyczakowskim we Lwowie (kwatera nr 40 powstańców styczniowych, tzw. „górka powstańcza”, rząd XII).
Jego żoną była Pelagia z domu Deskur herbu Góra Złotoskalista (1850-1917, jej pradziadkiem był pułkownik Jan Jerzy Deskur (zm. 1816)). Ich dziećmi byli Stefania, Jan, Kazimierz (1880-1939, inżynier i pułkownik Wojska Polskiego) i Helena (1881-1958, po mężu Wiśniewska).
Dla upamiętnienia walk pod Boćkami został ustanowiony pomnik w pobliskim Wygonowie.